# Helvetesbrännan (södra)
Helvetesbrännan (södra) este o arie protejată (arie specială de conservare — SAC, sit de importanță comunitară — SCI, arie de protecție specială avifaunistică — SPA) din Suedia întinsă pe o suprafață de 2.386,7 ha, integral pe uscat.

## Localizare
Centrul sitului Helvetesbrännan (södra) este situat la coordonatele 62°35′19″N 15°19′45″E / 62.5886°N 15.3292°E.

## Înființare
Situl Helvetesbrännan (södra) a fost declarat arie de protecție specială avifaunistică în iulie 2000 pentru a proteja 23 de specii de animale. Alte tipuri de protecție:
- sit de importanță comunitară (în mai 2001)
- arie specială de conservare (în martie 2011)[1][3][4]

## Biodiversitate
Situată în ecoregiunea boreală, aria protejată conține 8 habitate naturale: Păduri caducifoliate de mlaștină fino-scandinave, Cursuri de apă de la nivel de câmpie la nivel montan, cu vegetație Ranunculion fluitantis și Callitricho-Batrachion, Mlaștini turboase de tranziție și turbării mișcătoare, Taiga vestică, Pante stâncoase silicioase cu vegetație casmofită, Mlaștini împădurite, Lacuri și iazuri distrofice naturale, Pajiști aluvionare boreale nordice.
La baza desemnării sitului se află mai multe specii protejate:
- păsări (16): minunița (Aegolius funereus), cocoșul de mesteacăn (Bonasa bonasia), lebădă de iarnă (Cygnus cygnus), ciocănitoare neagră (Dryocopus martius), cufundar polar (Gavia arctica), cufundar mic (Gavia stellata), ciuvică (Glaucidium passerinum), cocor (Grus grus), vultur pescar (Pandion haliaetus), ciocănitoare de munte (Picoides tridactylus), ciocănitoare verzuie (Picus canus), Sterna paradisaea, huhurezul mic (Strix uralensis), cocoșul de mesteacăn (Tetrao tetrix tetrix),  cocoș de munte (Tetrao urogallus), fluierar de mlaștină (Tringa glareola)
- mamifere (3): lupul (Canis lupus), vidră de râu (Lutra lutra), râs eurasiatic (Lynx lynx)
- nevertebrate (3): Margaritifera margaritifera, Stephanopachys linearis, Stephanopachys substriatus
- pești (1): zglăvoacă (Cottus gobio)